# كارل جورج ألبرشت إرنست فون حكيم
كارل جورج ألبرشت إرنست فون حكيم (بالألمانية: Karl Georg Albrecht Ernst von Hake) (و. 1768 – 1835 م) هو سياسي ألماني، ويحمل رتبة عسكرية جنرال المشاة (روسيا القيصرية)، توفي في نابولي، عن عمر يناهز 67 عاماً.

## جوائز
حصل على جوائز منها:
- وسام الاستحقاق
- نيشان فرسان العقاب الأسود
- نيشان فرسان القديس إسكندر نيڤيتسكي
- Order of the Red Eagle 1st Class  [لغات أخرى]‏